# 포피 코비투치
포피 코비투치(영어: Poppy Corby-Tuech)는 프랑스-영국의 배우이다.

## 출연 작품
- 신비한 동물들과 그린델왈드의 범죄